# Stagni di Murtas

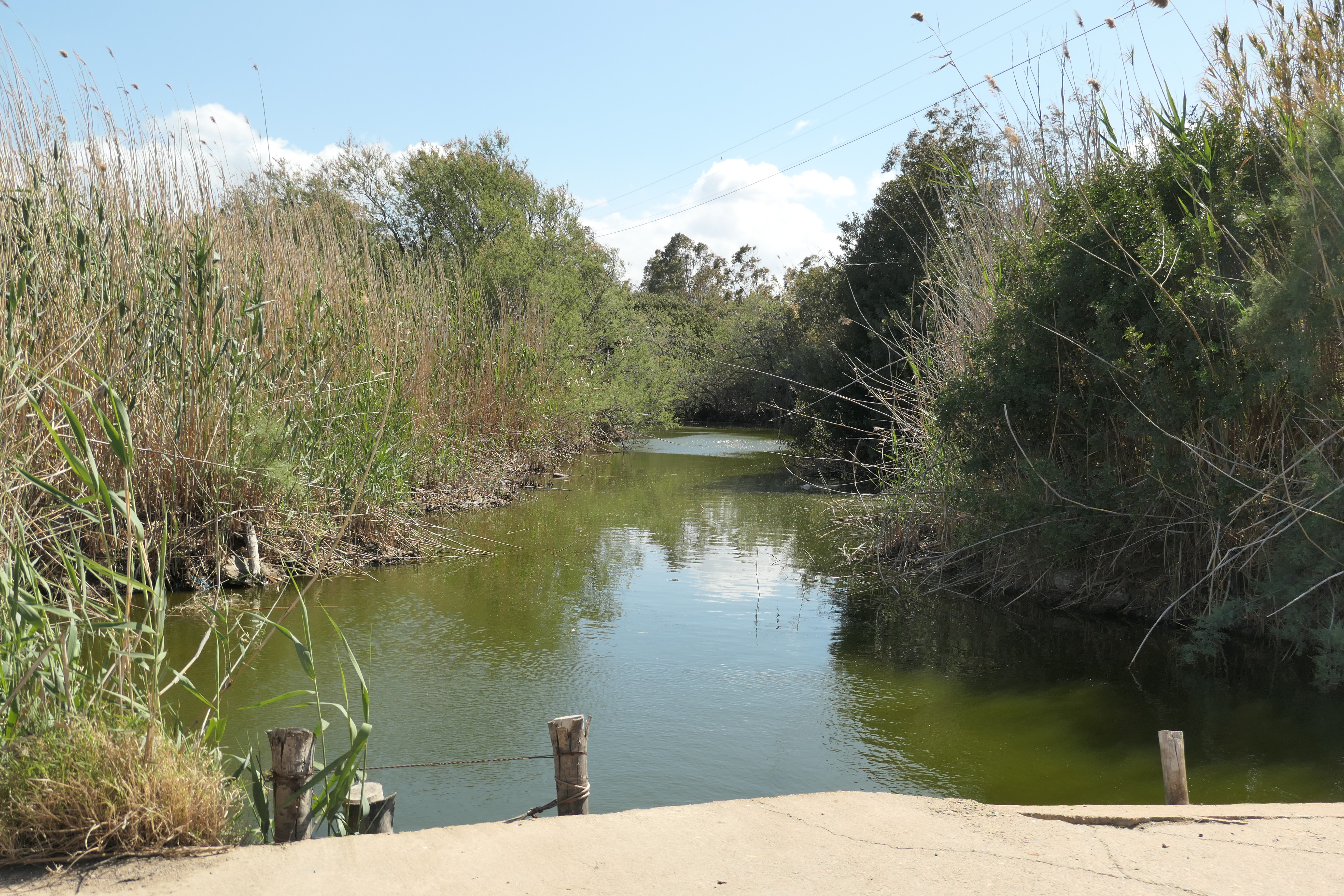
Stagni di Murtas e S'Aqua Durci, Flumini Pisale

Gli stagni di Murtas sono un gruppo di stagni situati lungo la costa orientale della Sardegna, limitrofi alla spiaggia di Quirra. Appartengono amministrativamente al comune di Villaputzu.
In base alla direttiva comunitaria "Habitat" n. 92/43/CEE approvata dalla Commissione europea nel 1992 sono stati dichiarati siti di interesse comunitario e inseriti nella rete Natura 2000, un sistema di aree dedicate alla conservazione della biodiversità, caratterizzate dalla presenza di habitat e specie faunistiche e floristiche di elevato interesse.
Oltre a questi il sito, univocamente individuato dal codice ITB040017, comprende lo stagno di Baccarinu, la foce dei rio Flumini Durci (tratto terminale del Rio Quirra) e il sistema stagnale di Pardu Mareus.